# Hans Kölzow

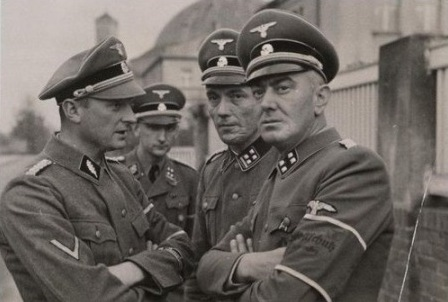
Dowódcy inspektoratów Selbstschutzu: SS-Standartenführer Ludolf Jacob von Alvensleben, SS-Obersturmbannführer Erich Spaarmann, SS-Obersturmbannführer Hans Kölzow, SS-Sturmbannführer Christian Schnug

Hans Kölzow (ur. 21 czerwca 1901 w Warin Meklemburgia, zm. 10 września 1969) – członek NSDAP, dowódca paramilitarnej hitlerowskiej organizacji Selbstschutz.

## Kariera
Wstąpił do SS w 1932 roku z numerem 1 961. Od dnia 21.06.1944 r. awansowany na SS-Standartenführera. Członek NSDAP z numerem 102 624.  W okresie 06.09.1939 - 15.12.1939 Sonderführer w Polsce i Szef III Inspektoratu Selbstschutzu z siedzibą w Inowrocławiu obejmującego powiaty: Inowrocław, Aleksandrów Kujawski, Włocławek i częściowo Żnin Odpowiedzialny za zbrodnie na ludności polskiej i żydowskiej dokonywane przez tę organizację na podległym mu terenie m.in. w ramach Intelligenzaktion. W sprawozdaniach z 24 września 1939 roku pisał, że "musiał postawić pod ścianę połowę Polaków", a 9 października "teraz panuje spokój, ale każdego dnia musimy stawiać Polaków tuzinami pod ścianą".